# Elizaveta Romanovna Voroncova
Elizaveta Romanovna Voroncova, in russo Елизавета Романовна Воронцова? (13 agosto 1739 – San Pietroburgo, 2 febbraio 1792), è stata una nobildonna russa.

## Biografia
Era la secondogenita del conte Roman Illarionovič Voroncov (1707-1783) e di sua moglie la contessa Martha Ivanovna Surmina (1718-1745). Dopo la morte della madre nel 1745, insieme con la sorella e il fratello, visse a casa di suo zio, il vice cancelliere Michail Illarionovič Voroncov, uomo di corte e molto vicino all'Imperatrice Elisabetta I.
Elizaveta è stata per molti anni l'amante dello zarevic Pietro Petrovic Romanov, futuro Pietro III, che era intenzionato a sposarla una volta liberatosi della moglie Caterina, futura Caterina II di Russia, alla morte dell'Imperatrice Elisabetta I di Russia, zia di Pietro. Con l'avvento al trono di Caterina II, Elizaveta, che aveva chiesto di poter rimanere presso il suo disonorato signore, venne rispedita dai parenti per volontà stessa dell'Imperatrice.

## Matrimonio
Sposò, il 18 settembre 1765, il colonnello (poi consigliere di Stato), Aleksandr Ivanovič Poljanskij (1721-1818) ed ebbe due figli:
- Anna Aleksandrovna (1766-1817), sposò Wilhelm d'Oggerom, ebbero tre figli;
- Aleksandr Aleksandrovič (1774-1818), sposò Elizaveta Ribeaupierre (1781-1847);

Il matrimonio ebbe luogo alla periferia della tenuta di Konkovo. In seguito, la coppia si trasferì a San Pietroburgo.

## Morte
Morì il 2 febbraio 1792. Fu sepolta nel cimitero del monastero di Aleksandr Nevskij.